# Vice-président des États confédérés d'Amérique
 (juin 2023).
Si vous disposez d'ouvrages ou d'articles de référence ou si vous connaissez des sites web de qualité traitant du thème abordé ici, merci de compléter l'article en donnant les références utiles à sa vérifiabilité et en les liant à la section « Notes et références ».
Le vice-président des États confédérés était le deuxième plus haut dirigeant du gouvernement des États confédérés d'Amérique et l'adjoint du président des États confédérés. Le poste était occupé par Alexander Stephens, qui a servi sous le président Jefferson Davis du 11 février 1861 jusqu'à la dissolution de la Confédération le 5 mai 1865. Ayant d'abord été élus par le Congrès provisoire des États confédérés, tous deux furent considérés comme titulaires provisoires jusqu'à ce qu'ils remportent l'élection présidentielle du 6 novembre 1861 sans opposition et qu'ils soient investis le 22 février 1862.

## Le bureau
Selon la Constitution des États confédérés, le bureau du vice-président était presque identique à celui du vice-président des États-Unis.
Le vice-président était élu par un collège électoral (étroitement calqué sur le collège électoral américain) avec le président. Les électeurs devaient voter pour quelqu'un qui n'était pas de leur État. Si aucun candidat n'obtenait la majorité au Collège électoral, le Sénat confédéré élisait le vice-président parmi les deux premiers votants. Comme le président, le vice-président devait être un citoyen de naissance de la Confédération ou un citoyen de naissance des États-Unis né avant le 20 décembre 1860 et un résident de la Confédération depuis plus de 14 ans.
La principale différence entre les vice-présidences américaine et confédérée était que le mandat confédéré durait six ans. Le président était explicitement interdit de briguer un second mandat par la constitution, mais pas le vice-président. Il n'était pas clair si un vice-président qui accédait à la présidence, au milieu d'un mandat, pouvait se présenter ensuite pour un mandat présidentiel complet.

## Devoirs
Le devoir principal du vice-président était de présider le Sénat confédéré et de trancher les votes à égalité, de même que le vice-président américain. Il était aussi la première personne dans la ligne de succession. Si le président décède, démissionne ou est démis de ses fonctions, le vice-président deviendrait le nouveau président pour le reste de son mandat. Cela ne s'est jamais produit.
Au cours de son mandat, le vice-président Stephens s'est de plus en plus éloigné du président Davis et a passé de moins en moins de temps à Richmond, la capitale confédérée. Il a finalement passé une grande partie de son temps à essayer, sans succès, de maintenir des canaux diplomatiques avec les États-Unis tout en tentant de mettre fin à la guerre. Il a été envoyé par Davis pour représenter le gouvernement confédéré à la conférence de paix de Hampton Roads.

## Liste des vice-présidents
| № | Portrait | Identité                         | État d'origine | Période         | Période    | Parti     | Mandat précédent                            | Président       |
| - | -------- | -------------------------------- | -------------- | --------------- | ---------- | --------- | ------------------------------------------- | --------------- |
| 1 |          | Alexander Stephens (1812 - 1883) | Géorgie        | 11 février 1861 | 5 mai 1865 | Démocrate | Représentant de la 8ème district de Géorgie | Jefferson Davis |